# MeVisLab
ミヴィスラボ（MeVisLab）は、ドイツのミヴィス・メディカル・ソリューションによって開発された医療用画像処理ソフトウェアである。Windows、Linux、Mac OS Xに対応したクロスプラットフォーム仕様である。

## 機能
- MeVis画像処理ライブラリ - C ++画像処理ライブラリがあり、最大6つの画像寸法（x、y、z、色、時間、患者）で分離可能。大規模なデータセットでは、高性能な優先順位制御のページキャッシュ機能がある。
- 2D画像ライブラリ - スラブレンダリング、オーバーレイ、ポイント/ ROI、マルチプレーナリフォメーション、マーカーのインタラクティブな編集機能、2D・3Dレンダリングを組み合わせた高速処理、モジュラー、オブジェクト（点、ベクトル、ディスク、球など）
- ボリュームレンダリング - OpenGL/Open Inventorに基づく高品質のボリュームレンダラに対応している。ルックアップテーブル、インタラクティブな重要領域、サブボリューム選択、モジュラー型、多目的GLSLシェーダフレームワーク、大規模な画像ボリューム（512x512x2000 CTボリューム）、時変データ（動きのあるMRIボリューム）がサポートされている。
- ファイル形式 - 医療画像で代表的なフォーマットDICOMをはじめとして、TIFF（2D / 3D、RGBA）、Analyze、RAW、PNG、JPG、BMPにも対応している。
- ツールフレームワーク
- Qtインテグレーション
- スクリプティング